# Macronectes giganteus

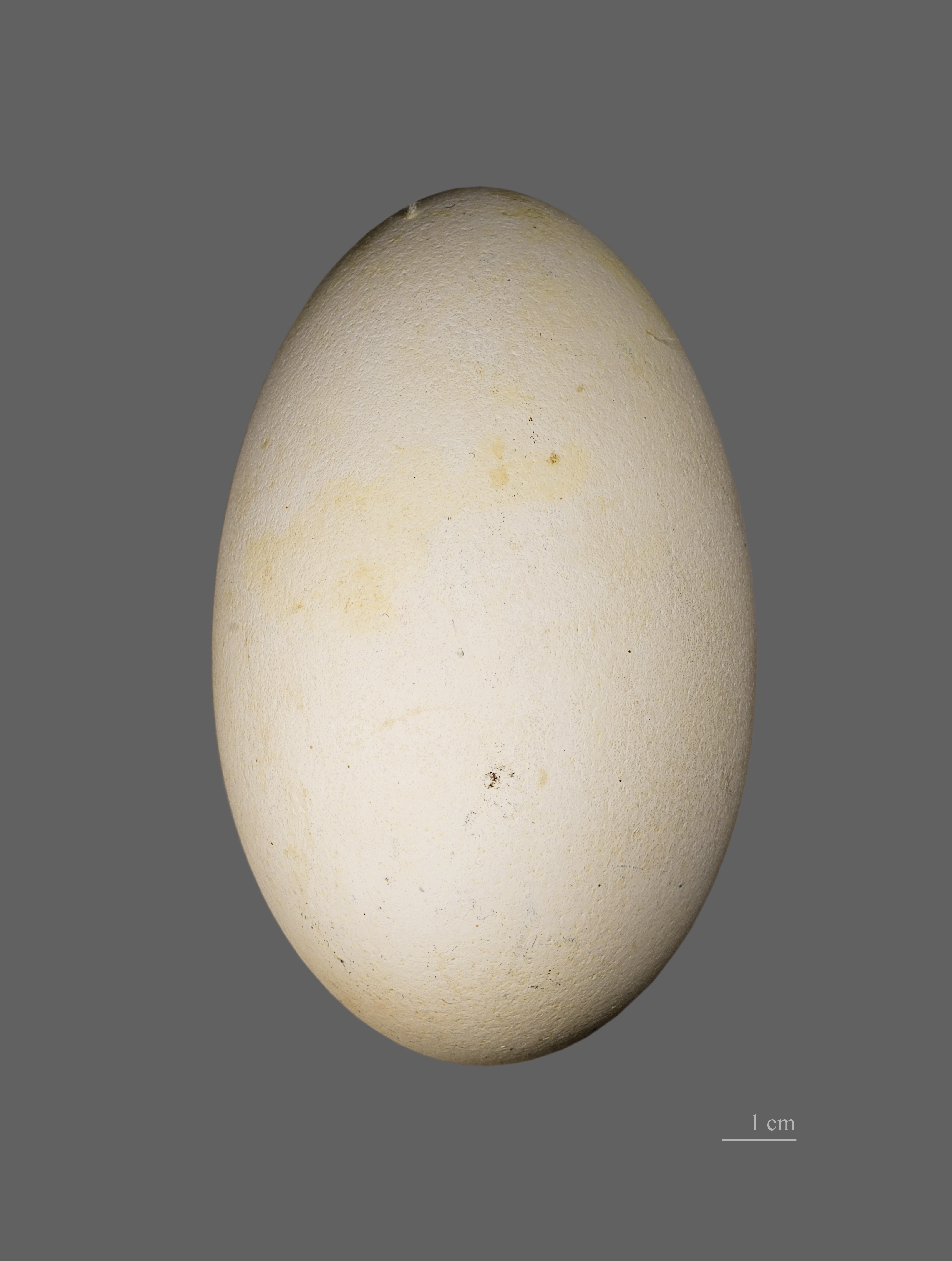
Macronectes giganteus

Macronectes giganteus là một loài chim trong họ Procellariidae. Loài này và các loài chị em cùng chi là những thành viên lớn nhất của họ Procellariidae. Loài hải âu này có kích thước từ 86 đến 99 cm với sải cánh dài 185 đến 205 cm.

## Phạm vi phân bố
Phạm vi phân bố của loài chim này khá lớn vì nó trải dài từ Nam Cực đến cận nhiệt đới của Chile, Châu Phi và Úc, và có phạm vi xuất hiện là 36.000.000 km2 Chúng sinh sản trên nhiều hòn đảo trên khắp các đại dương phía nam. Các đảo có dân số lớn hơn bao gồm quần đảo Falkland, Nam Georgia, quần đảo Nam Orkney, đảo Staten, Nam Shetland, đảo Heard, đảo Macquarie, quần đảo Hoàng tử Edward và quần đảo Crozet.